# 샤론 스타우더
샤론 마리 스타우더(Sharon Marie Stouder, 1948년 11월 9일 ~ 2013년 6월 23일)는 전 미국의 수영 선수로 올림픽 3관왕이며, 4개의 종목들에서 전 세계 기록 보유자이다.
캘리포니아주 앨터데나에서 태어난 스타우더는 15세의 나이로 1964년 도쿄 올림픽에 나갔다. 그녀는 100m 접영을 우승하고, 400m 자유형 계주와 400m 혼계영에서 우승한 미국 팀의 일원이었다. 그녀는 또한 100m 자유형에서 오스트레일리아의 돈 프레이저에 밀려 2위를 하기도 하였다.
스타우더는 전력적인 접영과 전력적인 자유형으로 헤엄을 쳤다. 그녀는 올림픽에서 자신이 은메달을 딴 100m 자유형에서 1분의 장벽 아래로 가는 데 역사상 두번째 여성이었다. 그해에 그녀는 200m 접영에서 2번이나 세계 기록을 깼다.
1972년 국제 수영 명예의 전당에 헌액되었다.

## 같이 보기
- 올림픽 다관왕 목록
- 올림픽 수영 여자 메달리스트 목록
- 수영 접영 100m 세계 기록 추이
- 수영 접영 200m 세계 기록 추이
- 수영 계영 400m 세계 기록 추이
- 수영 혼계영 400m 세계 기록 추이